# Сова-голконіг японська
Сова-голконіг японська (Ninox japonica) — вид совоподібних птахів родини совових (Strigidae). Мешкає в Східній Азії. Раніше вважався конспецифічним з далекосхідною совою-голконогом, однак був визнаний окремим видом.

## Опис
Довжина птаха становить 29-33 см, розмах крил 60-70 см, вага 170—250 г. Виду не притаманний статевий диморфізм. Забарвлення переважно темно-буре, хвіст поцяткований більш світлими коричневими горизонтальними смужками. Шия, тім'я і обличчя більш сірувато-коричневі, над дзьобом невелика біла пляма. Живіт білий, сильно поцяткований широкими краплеподібними плямами, які формують вертикальні смуги. Очі яскраво-жовті, дзьоб чорний, лапи оперені, пальці жовті, кігті чорні.

## Підвиди
Виділяють три підвиди:
- N. j. florensis (Wallace, 1864) — Далекий Схід Росії, північний схід і схід Китая, північ Корейського півострова;
- N. j. japonica (Temminck & Schlegel, 1845) — південь Корейського півострова, Японія;
- N. j. totogo Momiyama, 1931 — острови Рюкю, Тайвань, острів Ланьюй.

## Поширення і екологія
Північні сови-голконоги гніздяться в Японії, Росії, Китаї, Північній і Південній Кореї та на Тайвані. Взимку вони мігрують на південь, досягаючи Філіппін і Зондських островів. Представники підвиду N. j. totogo ведуть осілий спосіб життя. Бродячі птахи спостерігалися на Палау і на Алясці: 27 серпня 2007 року птах був сфотографований на острові Сент-Пол, а у 2008 році мертвий птах був знайдений на острові Киска. Північні сови-голконоги живуть в густих широколистяних помірних і субтропічних лісах, в парках і садах, іноді в мішаних або хвойних лісах, на висоті до 1500 м над рівнем моря. На зимівлі іноді зустрічаються в мангрових лісах.
Північні сови-голконоги ведуть переважно нічний спосіб життя, зустрічаються поодинці або парами. Вони живляться переважно комахами та іншими безхребетними, а також дрібними птахами, іноді також ящірками, гризунами і кажанами. Ці птахи чатують на здобич, сидячі на сідалі, а як побачать її, то пікірують до неї.
Самці підвиду N. j. totogo починають займати гніздові території вже в січні, в лютому формують пари, а на початку травня починають відкладати яйця. Північні сови-голконоги гніздяться в дуплах і відкладають 3-4 яйця прямо в гнилу деревину. Інкубаційний період триває 28 днів, насиджують лише самиці. Пташенята покидають гніздо через 25-27 днів після вилуплення, в травні. Мігруючі представники підвиду N. j. japonica не займають гніздових територій до квітня, а сезон розмноження у них триває 4 місяці, у порівнянні з 5 місяцями у N. j. totogo.